# Castelli Romani durante la seconda guerra mondiale
La seconda guerra mondiale colpì duramente tutta l'Europa, inclusa l'Italia, e nelle nazioni occupate dalle armate naziste queste si affrontarono crudamente con le forze alleate. Anche i Castelli Romani patirono le sofferenze del conflitto.
Una parte della vicenda narrata nel romanzo di Elsa Morante La Storia è ambientata o si riferisce ad accadimenti avvenuti in questa zona del Lazio.

## L'antifascismo nei Castelli Romani
Ai Castelli Romani il fascismo era comparso nel 1921, ed aveva attecchito con difficoltà avvalendosi, nel primo periodo, di personaggi "riciclati" da altri partiti. La resistenza antifascista fu forte in molti comuni: a Genzano di Roma, Ariccia e Rocca di Papa si costituirono nuclei di "Arditi del Popolo", mentre a Nemi, Rocca Priora e Rocca di Papa i fascisti dovettero faticare non poco per affermarsi anche dopo la marcia su Roma (a Nemi si arrivò addirittura all'arresto del parroco e di alcuni popolari antifascisti, mentre a Rocca di Papa ancora alle elezioni politiche ed amministrative del 1924 le forze antifasciste ottenevano la maggioranza schiacciante dei voti). In generale, il fascismo dovette ricorrere allo squadrismo in quasi tutti i comuni castellani per ottenere la rimozione delle precedenti amministrazioni (solo in alcuni comuni come Ariccia, Marino e Castel Gandolfo le amministrazioni rispettivamente repubblicane e popolare aderirono in massa al fascio). In particolare il fascismo assunse toni violenti a Genzano e ad Albano, dove erano forti il Partito Comunista Italiano ed il Partito Socialista Italiano.

## Eventi precedenti lo sbarco di Anzio

### La guerra italiana fuori dell'Italia: 1940-1943
L'Italia fascista era entrata ufficialmente in guerra contro Francia e Regno Unito il 10 giugno 1940, schierandosi al fianco della Germania nazista di Adolf Hitler che stava ottenendo un repentino successo nella campagna di Francia (Parigi cadde il 14 giugno): tuttavia l'ingresso italiano in guerra, contraddistinto da una notevole impreparazione tecnica e morale, non fu certamente brillante. La battaglia delle Alpi Occidentali infatti, seppur terminando con la vittoria italiana, si concluse con la dimostrazione della pochezza militare italiana: 32 divisioni italiane non riuscirono a smuovere di molto le 6 decimate divisioni dell'Armeé des Alpes. Inoltre, l'attacco italiano risultò insufficiente agli occhi di Hitler, imbarazzante per Mussolini ed un "colpo di pugnale ad un uomo in terra" agli occhi dei francesi.
Mussolini dopo la Francia pensò bene di impegnarsi su altri fronti, mentre il suolo italiano veniva già colpito dai primi bombardamenti navali anglo-francesi il 14 giugno a Genova. Si iniziò con la fallimentare campagna italiana di Grecia, partita il 28 ottobre 1940 con l'intento di "spezzare le reni" all'innocua Grecia, alleata del Regno Unito ma guidata da Ioannis Metaxas, ideologicamente vicino al nazional-socialismo, e terminata con la stentata vittoria italiana grazie all'elemosinato intervento tedesco con l'Operazione Marita. Atene cadde in mano ai tedeschi il 27 aprile, dopo che il 23 aprile era stata firmata la resa di fronte a tedeschi e italiani. Nel frattempo l'Italia prese anche parte, pur senza avere grandi meriti militari, alla spartizione non solo della Grecia ma anche della Jugoslavia, occupata dai tedeschi tra il 30 marzo ed il 17 aprile (Belgrado era caduta il 13 aprile).
Benito Mussolini, umiliato dal ruolo di second'ordine a lui riservato rispetto ad Hitler, non solo dovette accettare che il feldmaresciallo Erwin Rommel giungesse a dar manforte agli italiani in Libia con gli Afrika Korps contro i britannici (e sotto la guida della "volpe del deserto" gli italo-tedeschi arrivarono fino a minacciare Alessandria d'Egitto ed il canale di Suez), ma dovette per contraccambio anche inviare l'ARMIR contro l'Unione Sovietica al seguito dell'imponente Operazione Barbarossa. Fu un'altra sconfitta, al di là delle prime trionfali vittorie tedesche: durante la battaglia di Stalingrado i reparti italiani schierati sul fiume Don si resero protagonisti di alcune eroiche quanto disperate azioni di contenimento della controffensiva sovietica (fra cui la carica di Isbuscenskij), prima della disastrosa ritirata avvenuta nel pieno dell'inverno tra il dicembre 1942 ed il gennaio 1943. Nel frattempo anche in Africa gli italo-tedeschi subirono la cocente sconfitta della seconda battaglia di El Alamein, terminata il 3 novembre 1942 con la vittoria britannica e l'inizio della ritirata italo-tedesca che portò all'abbandono del Nordafrica da parte delle potenze dell'Asse, terminato con la resa generale del 13 maggio 1943 in Tunisia.

### La guerra in Italia e particolarmente nel Lazio: 1943-1944

#### Gli sbarchi nell'Italia meridionale

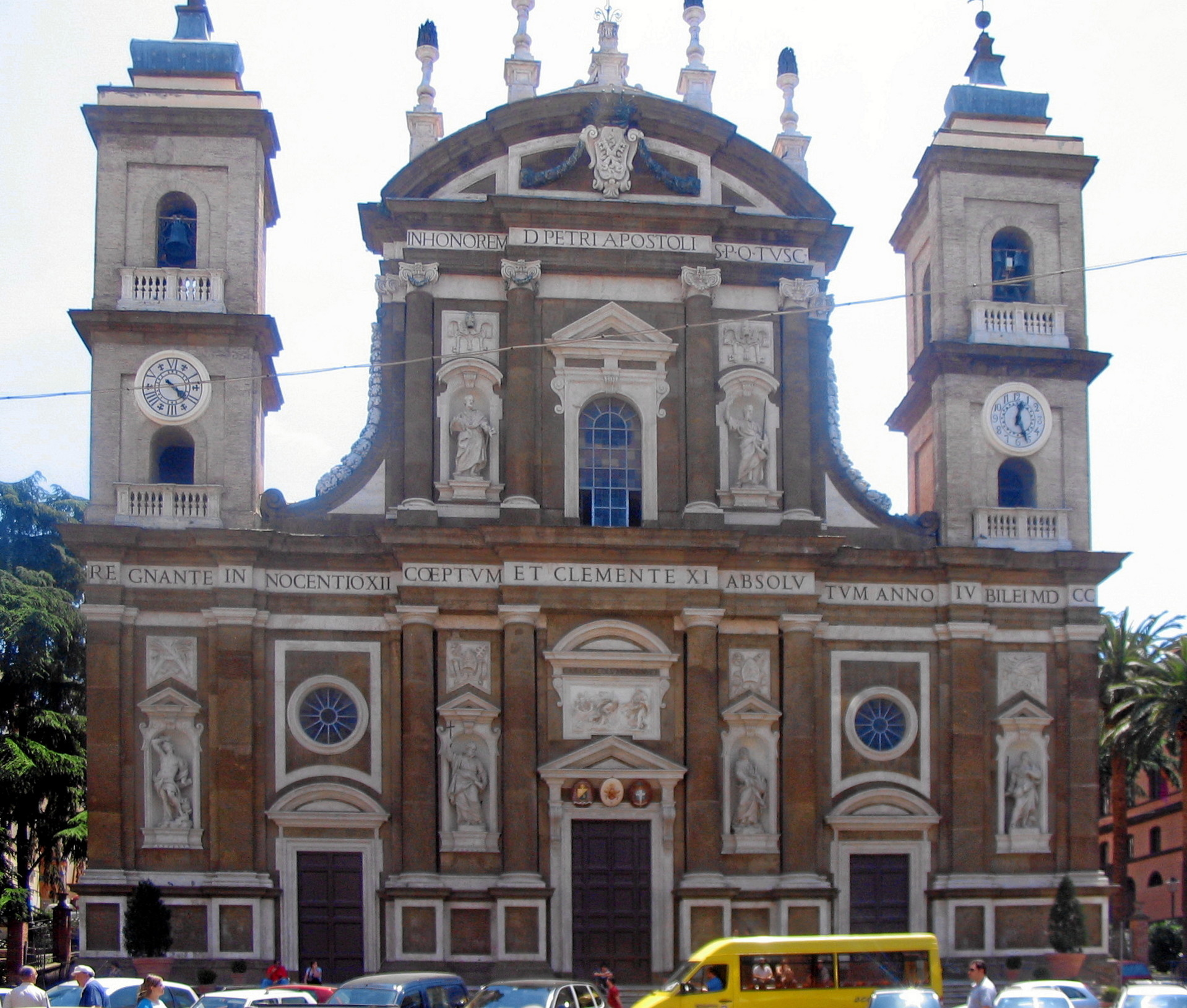
La basilica cattedrale di San Pietro a Frascati: la facciata e le mura perimetrali furono le uniche parti superstiti al bombardamento aereo anglo-americano dell'8 settembre 1943.

La caduta del Nordafrica di fronte all'avanzata delle forze anglo-americane consentì la preparazione degli sbarchi in Francia meridionale, Italia ("ventre molle dell'Asse" per Winston Churchill) e Grecia: il 10 giugno 1943 l'operazione Corkscrew ("cavatappi") portò alla conquista anglo-americana dell'isola di Pantelleria, mentre nella notte tra 9 e 10 luglio partì l'sbarco in Sicilia per la conquista della Sicilia. L'isola cadde interamente in 38 giorni (Messina fu occupata il 17 agosto): nel frattempo il 25 luglio il Gran Consiglio del Fascismo aveva firmato l'ordine del giorno Grandi che metteva in minoranza Mussolini, rapidamente destituito e confinato a Campo Imperatore per ordine di Vittorio Emanuele III di Savoia.
Se era finito il fascismo, non era finita invece la guerra: benché il 3 settembre il presidente del Consiglio dei ministri Pietro Badoglio avesse firmato l'armistizio di Cassibile (reso noto solo con il celebre proclama Badoglio dell'8 settembre 1943), gli anglo-americani non erano arrivati a controllare l'intero territorio italiano ed i tedeschi poterono occupare rapidamente la penisola creando una linea difensiva che tagliava l'Italia centrale e settentrionale dall'Italia meridionale rimasta sotto il controllo anglo-americano, la linea Gustav.
Gli anglo-americani avanzarono rapidamente dalle teste di ponte di Salerno (sbarco a Salerno), Reggio Calabria (operazione Baytown) e Taranto (operazione Slapstick): Napoli, che già aveva respinto i tedeschi con le quattro giornate di Napoli, fu occupata dagli Alleati il 1º ottobre 1943. Roma era stata abbandonata dal re e dal governo che erano irresponsabilmente fuggiti a Brindisi per sottrarsi alla vendetta tedesca, lasciando il Paese e l'esercito privo di una guida. Così si spiega la mancata difesa di Roma (benché il rapporto di forze fosse di 2 divisioni tedesche contro 6 italiane e gli Alleati stessero preparando uno sbarco di paracadutisti sull'Urbe) e l'occupazione tedesca della Capitale.

#### Le prime operazioni militari ai Castelli Romani

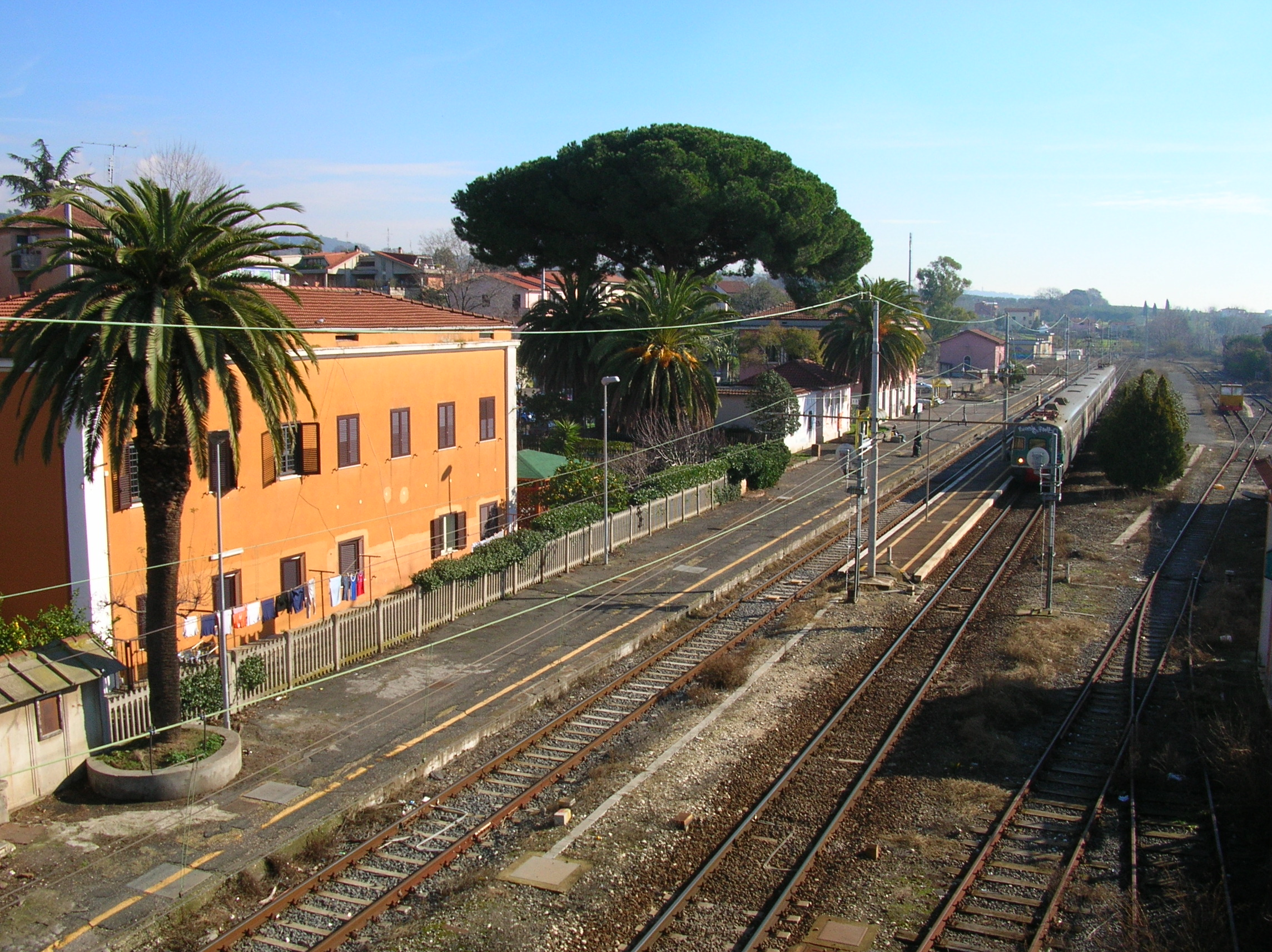
La stazione di Cecchina, frazione del comune di Albano Laziale, sulla ferrovia Roma-Velletri al chilometro 20 della via Nettunense, difesa dal caposaldo "Gela" dipendente dal distaccamento "Tundo" della divisione di fanteria "Piacenza".

Il primo bombardamento sull'aeroporto di Roma-Ciampino e su Ciampino, all'epoca frazione del comune di Marino e già allora importante snodo ferroviario, si verificò il 19 luglio 1943: causò diciotto morti e la distruzione della chiesa del Sacro Cuore e dell'adiacente convento delle suore missionarie claretiane, oltre che di gran parte della "città giardino" come era stata progettata originariamente. Nuove incursioni anglo-americane su Ciampino si verificarono il 17 ed il 18 settembre ed il 28 dicembre.
Ai Castelli Romani era stata schierata la divisione di fanteria "Piacenza", dislocata a partire dal luglio 1943 nell'Agro Romano tra le vie Ostiense ed Appia Nuova. La divisione all'inizio di agosto fu chiamata a coprire una vasta area, e perciò fu ripartita in sei distaccamenti collocati rispettivamente a Genzano di Roma (1º, comando di divisione), Malafede-Monte Migliore (2º, "Mazzotti"), Lanuvio-Cecchina (3º, "Tundo"), Velletri (4º, "Bovi"), Albano Laziale (5º, riserva mobile), Anagni (6º, riserva mobile). La divisione in totale assommava ad 8500 uomini dotati di 32 pezzi di artiglieria controcarri e contraerei, 36 pezzi di artiglieria divisionale e 26 di rinforzo. Il raggruppamento "Mazzotti" controllava 5 capisaldi, il "Tundo" 4 (Paglian Casale al chilometro 20 della via Ardeatina, la stazione di Pavona e la stazione di Cecchina sulla ferrovia Roma-Velletri e Monte Cagnoletto tra Genzano e Lanuvio), il "Bovi" altri 4. Altre postazioni erano schierate ad Albano presso il parco pubblico di villa Doria (comando di raggruppamento, artiglieria divisionale controcarri 47/32 e contraerei 20 mm) e ad Ariccia in località Monte Gentile (obici 149/13).
Dopo il proclama Badoglio dell'8 settembre, recante la notizia dell'armistizio di Cassibile, il comando della "Piacenza" verso le ore 20:00 ordinò "di rispondere con la forza a qualsiasi atto di forza", di vietare il transito di reparti o autocolonne di qualsiasi provenienza e di lasciar passare le autovetture o i militari singoli. Tra le 21:00 e le 22:30 il colonnello Giorgio Tundo, comandante del distaccamento "Tundo", visitò i capisaldi da lui dipendenti: solo verso le 23:00 iniziarono a farsi vivi i tedeschi, prima chiedendo educatamente la consegna dei capisaldi (come avvenuto a Paglian Casale) e poi, al rifiuto degli italiani, intervenendo militarmente. Verso le 23:45 il caposaldo di Paglian Casale venne circondato dai tedeschi, mentre veniva diffusa la notizia che l'aeroporto di Pratica di Mare a Pomezia era stato occupato dai tedeschi: perciò il colonnello Tundo inviò una compagnia di stanza presso la stazione di Pavona per circondare a loro volta i tedeschi a Paglian Casale, e fece rafforzare il caposaldo di Pavona con un'altra compagnia. Solo all'1:00 del 9 settembre fu messa sotto controllo la compagnia tedesca già stanziata a Villa Doria ad Albano, e verso le 03:30 furono fermati due sotto-ufficiali della stessa compagnia, circostanza che sollevò le proteste del comandante della compagnia. Alle 06:05 Villa Doria fu attaccata dalla divisione di paracadutisti "Fliegerkorp" guidata dal maggiore Harald-Otto Mors (che in seguito guidò la liberazione di Mussolini da Campo Imperatore): gli scontri durarono fino alle ore 08:00, terminando con la resa degli italiani. La "Piacenza" pagò lo scontro con 26 morti e 32 feriti gravi. I militari sopravvissuti furono tenuti prigionieri dai tedeschi fino al 20 settembre, quando furono forniti di foglio di legittimazione e messi in libertà. Il colonnello Tundo poté rientrare a Bolzano, suo luogo di origine, e si rifiutò di entrare al servizio della Repubblica Sociale Italiana.
Mentre ad Albano si verificavano questi eventi luttuosi, e la via Appia Nuova era occupata dalle artiglierie tedesche, gli anglo-americani inviarono circa 130 Boeing B-17 Flying Fortress (il cui carico di bombe oscillava tra i 2000 ed i 7800 chilogrammi) su Frascati, sede già dal novembre 1941 dell'"Oberbefehlshaber Süd", l'alto comando della Wehrmacht per le operazioni militari in Italia ed in Nordafrica, comandato dal feldmaresciallo Albert Kesselring. La città fu devastata dal bombardamento: furono distrutti la basilica cattedrale di San Pietro, Villa Torlonia e la stazione di Frascati, capolinea della ferrovia Roma-Frascati; le vittime furono calcolate approssimativamente in un migliaio di persone. Nell'incursione fu colpita anche la località Squarciarelli in comune di Grottaferrata, con la conseguenza che venne disattivata la tratta Frascati-Grottaferrata-Marino delle tranvie dei Castelli Romani e vennero colpiti gli impianti di sollevamento dell'acquedotto comunale che serviva anche Marino.

## Lo sbarco e la battaglia di Anzio
(Pink Floyd, When the Tigers Broke Free, 1982.)

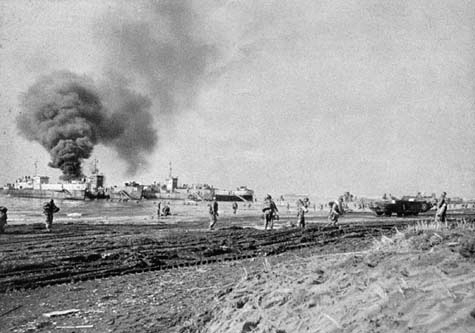
Lo sbarco ad Anzio

Alle ore 02:45 della notte del 22 gennaio 1944 sbarcò nel porto di Anzio l'avanguardia del VI Corpo d'Armata alleato. A sud e a nord della cittadina la 3ª Divisione statunitense e la 1ª Divisione britannica. L'aviazione alleata effettuò 465 missioni di appoggio aereo sulle teste di ponte appena conquistate, cui i tedeschi opposero sei raid di caccia-bombardieri. In nottata erano stati sbarcati circa 36.000 uomini e 3.000 automezzi.
Comandava le forze statunitensi il generale Lucas, il quale decise di rimanere a consolidare la testa di ponte anziché avanzare nell'entroterra sfruttando l'effetto sorpresa, come invece avrebbe voluto il generale statunitense George Smith Patton.
Quindi, il 22 e il 23 gennaio furono impiegati in assalti esplorativi in direzione di Campoleone e di Cisterna di Latina. Gli alleati, schierando due divisioni, si attestarono a cinque chilometri da Cisterna e a tre da Campoleone. Il generale tedesco Albert Kesselring reagì spostando due divisioni dal fronte di Cassino a quello di Anzio, riuscendo a contenere il primo vero attacco alleato che ebbe luogo il 30 gennaio. Gli alleati riuscirono a penetrare fino a un miglio dal centro di Cisterna e ad occupare il nodo ferroviario di Campoleone, dal quale, peraltro, furono subito ricacciati dai rinforzi tedeschi; tre battaglioni di ranger americani vennero accerchiati e distrutti; numerosi prigionieri alleati furono fatti sfilari dai tedeschi nel centro di Roma.
Il 2 febbraio il generale britannico Harold Alexander fece visita al fronte di Anzio.
Il 19 febbraio, su ordine di Adolf Hitler, che impose di ricacciare a mare in tre giorni gli alleati, si scatenò una controffensiva tedesca appoggiata da 465 pezzi d'artiglieria, che riuscì a mettere in serie difficoltà gli anglo-americani. Infatti dovettero indietreggiare fino al punto massimo di ritirata, evitando di esporre all'artiglieria a lungo raggio la base di Anzio.
Prima del 22, gli alleati si ripresero respingendo il fronte verso l'entroterra. Il 1º marzo 1944 Kesselring dichiarò fallita l'offensiva germanica e ritenne che le truppe fossero molto provate fisicamente e moralmente; Hitler, contrariato per l'insuccesso, volle indagare personalmente sul caso ma alla fine convenne con la valutazione del feldmaresciallo.
Dal 1º marzo al 20 maggio 1944 il fronte di Anzio rimase bloccato, in attesa che si sbloccasse la situazione a Cassino.

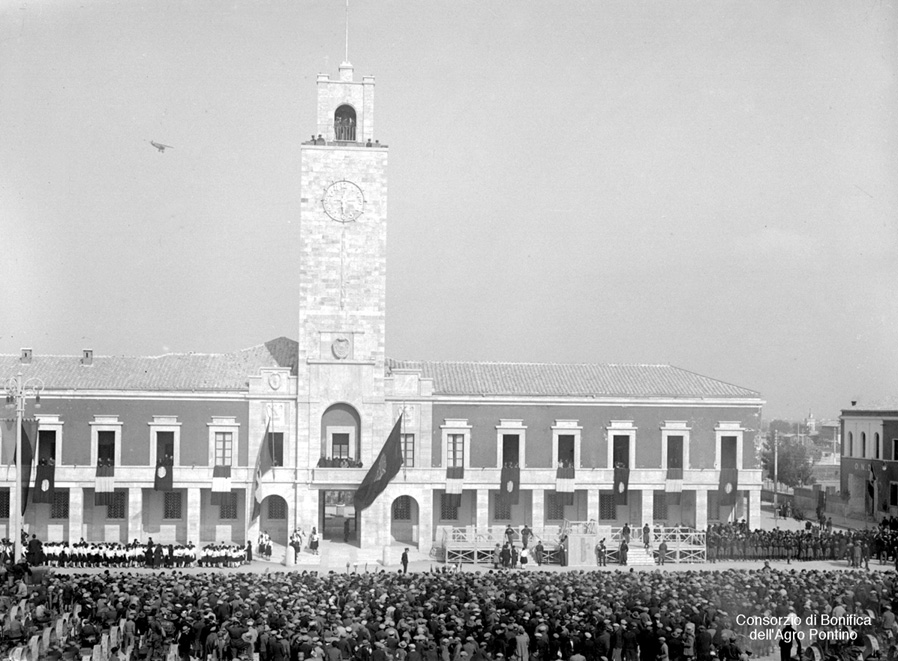
Piazza del Popolo a Littoria (oggi Latina), dopo l'inaugurazione nel dicembre 1932

Negli ultimi giorni del mese di maggio i due tronconi dell'armata alleata si incontrarono nei dintorni di Littoria, per marciare vittoriosamente su Roma.
I Castelli Romani vissero la prima fase della battaglia di Anzio come retrovia. Il comando tedesco aveva requisito nel territorio numerosi edifici, sia privati che pubblici, per adibirli ad alloggiamento di militari, a ricoveri di materiale e a sedi di vari comandi in stretto collegamento con la linea del fronte. Per interrompere o quanto meno indebolire questi collegamenti, tutta l'area dei castelli Romani fu oggetto di intensi bombardamenti aerei e terrestri, fino a quando le forze anglo-americane presero questi paesi uno dopo l'altro.
In questa fase vennero collocate molte delle artiglierie a lungo raggio per colpire la testa di ponte, come i due super-cannoni ferroviari 28 cm K5 E, soprannominati "Anzio Annie" e "Anzio Express", rimasti indenni per tutta la battaglia, o i due pezzi d'artiglieria posizionati sotto Genzano di Roma, sul Colle delle Due Torri; così chiamato per via di due torrioni che vi sorgevano, ma alla fine del conflitto ne rimase solo mezzo, per un'incursione aerea alleata che colpì i pezzi d'artiglieria.

## I Castelli Romani sotto il fuoco incrociato

### I bombardamenti tedeschi: "Anzio Annie" ed "Anzio Express"

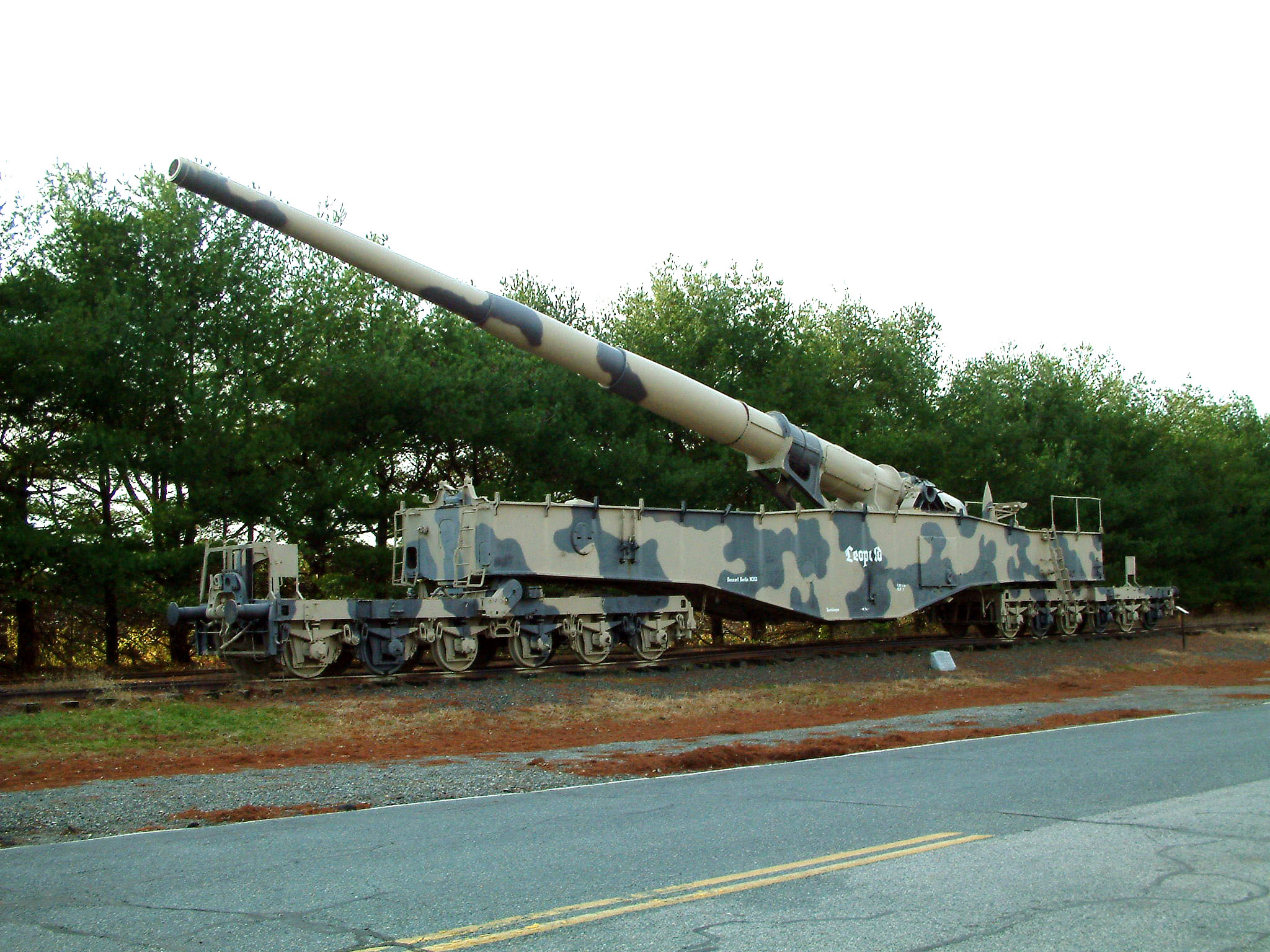
L"Anzio Annie" (Krupp K5 "Leopold") ora esposto all'Aberdeen Proving Grounds Museum

Il comando tedesco, per cercare di respingere a mare le truppe anglo-americane, schierò due esemplari di un sofisticato cannone a lunga gittata montato su carro ferroviario il Krupp K5 da 283 mm.
Questi cannoni, già richiamati dalla Tunisia, vennero fatti arrivare in tutta fretta dall'area milanese per essere collocati uno nella galleria di Colle Oliva della linea ferroviaria Roma-Frascati, nei pressi di Villa Senni in territorio di Grottaferrata, l'altro più a nord presso la stazione di Ciampino in territorio di Marino. Questi pezzi d'artiglieria, agilmente trasportabili sulla normale rete ferroviaria, sebbene di notevoli dimensioni e con un peso di circa 218.000 kg, potevano essere piazzati su idonee piattaforme girevoli che garantivano loro particolare libertà di puntamento. Sparavano proiettili convenzionali da circa 255 kg ad una velocità iniziale di 1.128 m/s con una gittata compresa, a seconda del munizionamento, tra i 62 e gli 86 km circa ad una cadenza di tiro di otto colpi l'ora.
Chiamati dai tedeschi "Leopold" e "Robert" e soprannominati dagli anglo-americani "Anzio Annie" ed "Anzio Express", martellarono la linea del fronte per circa quattro mesi terrorizzando anche chi veniva semplicemente sorvolato dai loro giganteschi proiettili sibilanti.
Questi cannoni non vennero mai individuati dalla ricognizione aerea alleata, sia a causa dell'accurato camuffamento e sia perché i tedeschi li tenevano nascosti in galleria facendoli uscire solo lo stretto tempo necessario a fare fuoco, né furono mai colpiti nei ripetuti bombardamenti.
I due cannoni, che si erano guadagnati la fama di invulnerabilità, furono nuovamente avviati al Nord dopo lo sfondamento del fronte ma vennero catturati il 7 giugno 1944 dagli americani del 168º Reggimento fanteria della 34ª Divisione nei pressi di Civitavecchia e, smontati, furono trasportati negli Stati Uniti per essere studiati.
Ora "Anzio Annie", perfettamente restaurato, è esposto all'Aberdeen Proving Grounds Museum (U.S. Army Ordnance Museum), ad Aberdeen nel Maryland; l'unico altro esemplare superstite al mondo del Krupp K5 "Leopold" è sito in Normandia, nei pressi di Calais, al Museo del Mar Atlantico.

### I bombardamenti anglo-americani

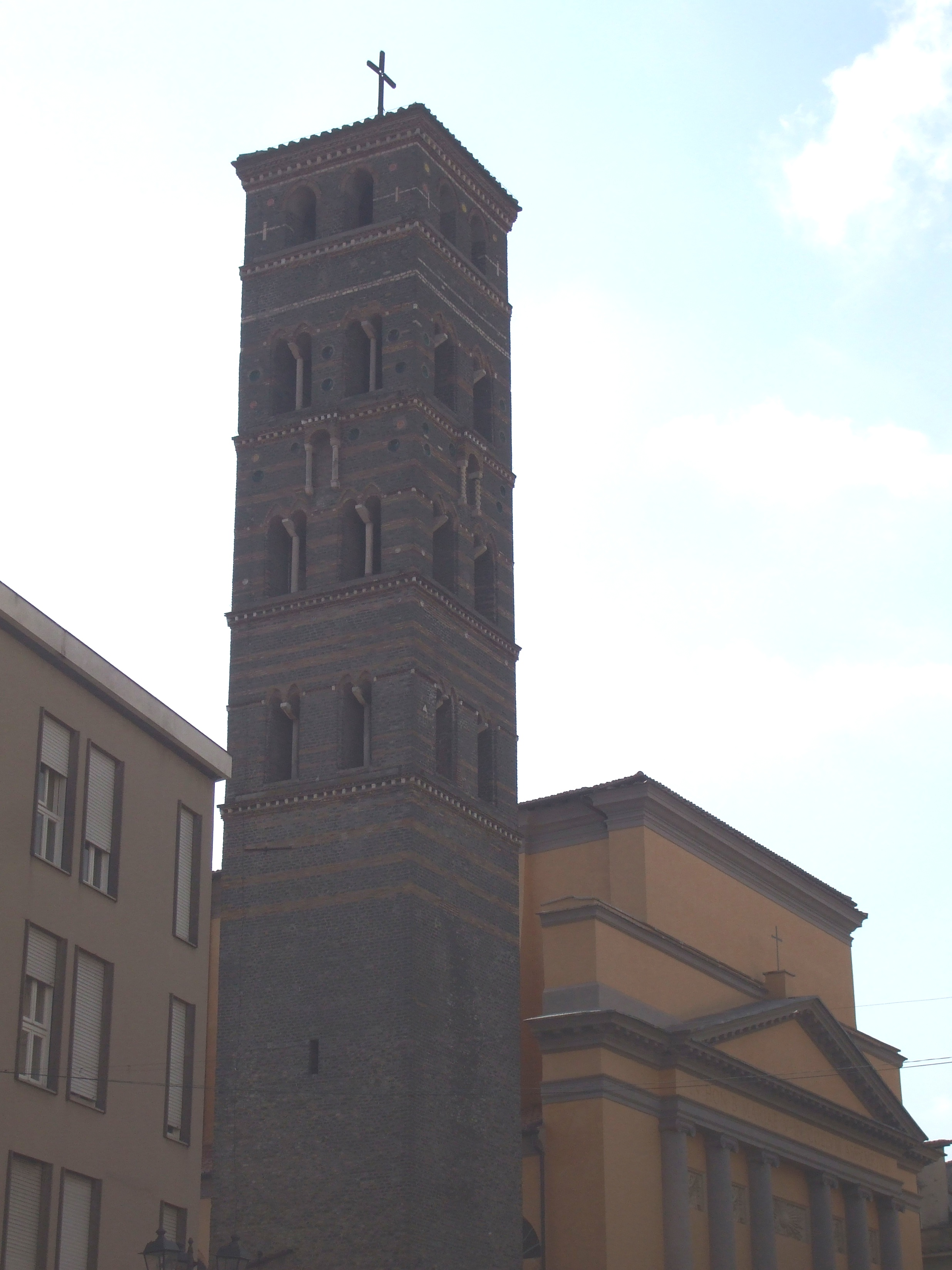
Il campanile della chiesa di Santa Maria del Trivio a Velletri, nota come "torre del Trivio", uno dei simboli della città: fu gravemente danneggiato durante la seconda guerra mondiale, e ricostruito nella forma attuale.

Il 22 gennaio 1944, in supporto dello sbarco ad Anzio furono eseguiti dei bombardamenti mirati alla distruzione di ponti, strade e ferrovie ed all'"obstructing towns" ("ostruire i paesi") nell'area di Ceprano, Colleferro, Valmontone e Velletri. Velletri in particolare era già stata colpita il 6 ed il 7 gennaio, con la distruzione della stazione e del capolinea della ferrovia Roma-Velletri. Nuove incursioni nel territorio di Velletri si registrarono il 24, il 25 ed il 27 gennaio (finalizzate alla distruzione delle strade ad est della città e dei depositi ferroviari e tranviari) ed il 5 febbraio.
Domenica 30 gennaio alcuni North American B-25 Mitchell (carico massimo di bombe 1360 chilogrammi) colpirono Valmontone e, per la prima volta, Genzano di Roma e Monte Compatri.
Il 1º febbraio, martedì, venne bombardata Albano Laziale, per rallentare le comunicazioni sulla via Appia Nuova: furono colpiti la chiesa di Santa Maria del Suffragio (mai più ricostruita), il parco pubblico di Villa Doria (la palazzina fu demolita nel 1951 per lasciare spazio all'attuale piazza Giuseppe Mazzini) la chiesa di San Paolo con l'attiguo convento dei Missionari del Preziosissimo Sangue (ricostruito nel 1952) ed il convento delle monache clarisse di piazza Pia (subito ricostruito), sito all'interno dell'area extra-territoriale della Villa Pontificia di Castel Gandolfo. Morirono quindici religiose, accanto ad oltre un centinaio di civili: altri albanensi cercarono rifugio nel perimetro della villa pontificia, dove furono trasferiti anche alcuni uffici comunali (benché la residenza municipale di palazzo Savelli fosse stata risparmiata, anche se per poco, dalle bombe) ed alcuni reparti dell'ospedale.
Il giorno seguente, 2 febbraio, alle ore 12:00 venne bombardata Marino, mentre alcuni North American A-36 Apache/Invader e Curtiss P-40 effettuarono incursioni allo scopo di colpire treni, strade e aerei nell'area circostante la testa di ponte di Anzio, colpendo anche Genzano. A Marino i danni furono ingenti: venne distrutto palazzo Colonna, residenza municipale, e furono colpiti la stazione di Marino Laziale sulla ferrovia Roma-Albano ed il parco pubblico di Villa Desideri, autoparco dismesso. Il bombardamento di Marino, oltre a creare scompiglio nelle linee tedesche, non portò alla distruzione di alcun obiettivo strategico (tranne la stazione radio di palazzo Colonna), poiché l'unico vero obiettivo da bombardare poteva essere in realtà il quadrivio della Via dei Laghi e della via Maremmana Inferiore situato ad un chilometro dalla città, il cui bombardamento avrebbe evitato lutti e devastazione al centro di Marino.

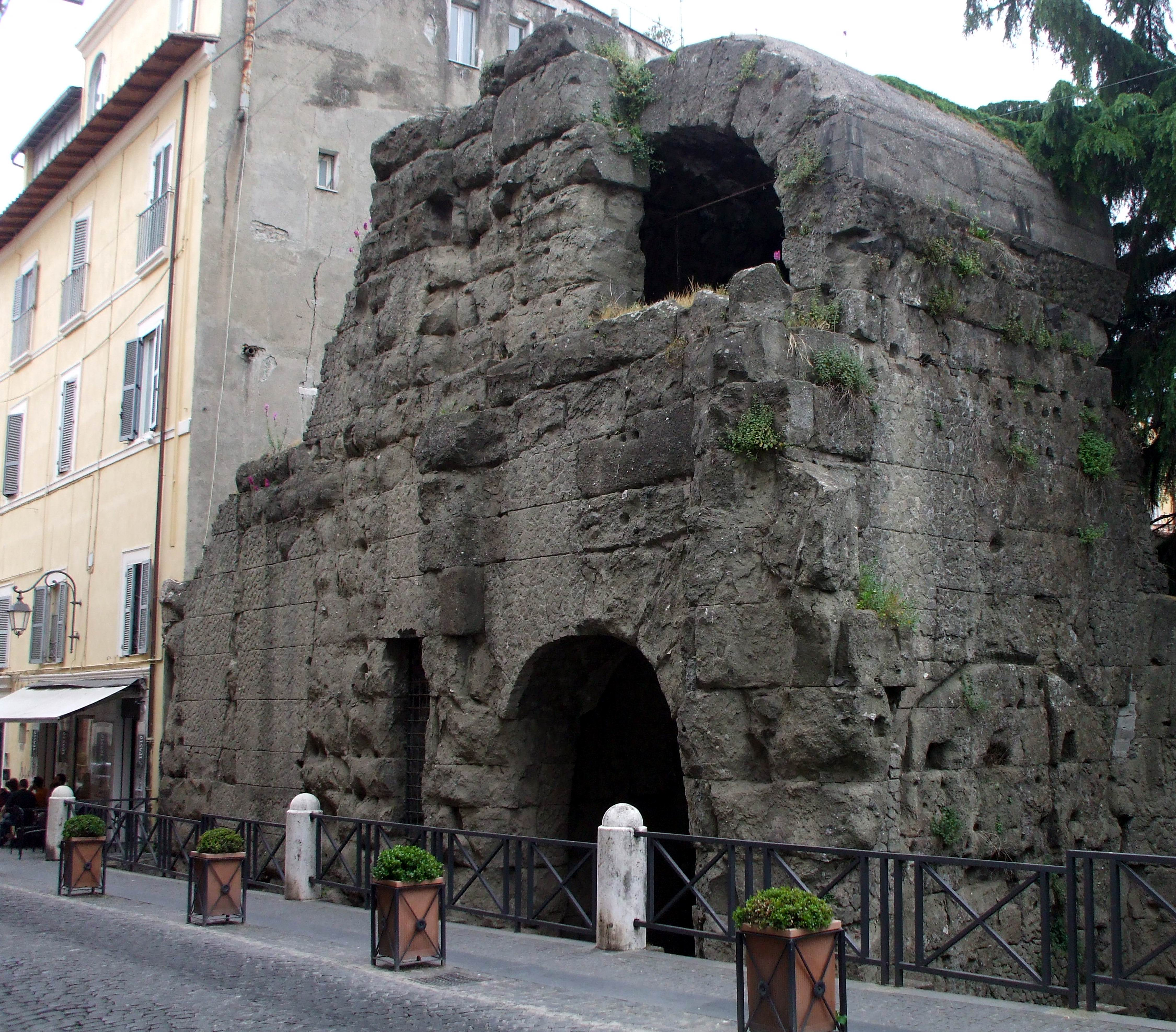
La porta Praetoria dei Castra Albana ad Albano Laziale, liberata dalla civile abitazione che le era sorta attorno dal bombardamento del 1º febbraio 1944.

Piazza San Barnaba a Marino dopo il bombardamento del 2 febbraio 1944.

Il 6 febbraio i B-25 Mitchell tornarono su Frascati, mentre gli A-36 Apache/Invader furono impegnati in un'operazione di distruzione di veicoli, mezzi e luoghi strategici per i tedeschi tra Frascati, Albano e l'ormai devastata Cisterna di Latina, in concomitanza con l'inizio di una contro-offensiva tedesca contro la testa di ponte di Anzio.
La Villa Pontificia di Castel Gandolfo era considerata immune ai bombardamenti, in quanto territorio vaticano a tutti gli effetti: alcune bombe erano cadute nel parco della villa già il 2 febbraio, senza causare morti, ed anche il 7 febbraio un'incursione colpì il parco della villa pontificia causando sette morti. Tuttavia l'attacco più consistente venne portato alla villa, in cui si erano rifugiati fiduciosi almeno 13.000 civili in fuga dai comuni vicini e soprattutto da Albano, il 10 febbraio alle ore 09:00 con il bombardamento di Propaganda Fide: il collegio della congregazione di Propaganda Fide, prossima alla chiesa di Santa Maria Assunta all'interno del perimetro extra-territoriale, venne bombardata causando centinaia di morti, il cui numero oscilla tra i 500 ed i 1100 secondo le varie versioni. Lo stesso giorno venne colpita nuovamente Genzano, e 54 civili rifugiatisi nei sotterranei della chiesa di Santa Maria della Cima persero la vita. L'11 febbraio, venerdì, vennero bombardati il lago di Nemi e Lanuvio, il 14 Grottaferrata, Genzano e Rocca di Papa, il 15 Albano, il 17 Lanuvio ed i territori di Marino, Grottaferrata e Rocca di Papa (doveva essere colpito il deposito STEFER oggi COTRAL in località San Giuseppe, ma venne colpito anche il convento delle Piccole Sorelle dei Poveri che ospitava diverse centinaia di sfollati).
I mesi di marzo ed aprile 1944 furono relativamente tranquilli per i Castelli Romani, con l'interruzione dei bombardamenti sistematici giornalieri, che però ripresero a maggio con la necessità per il generale statunitense Mark Wayne Clark di prendere Roma prima dell'avvio dello sbarco in Normandia. Il 1º maggio venne colpita Frascati, il cui territorio fu battuto anche il 4 ed il 5 maggio, assieme a quello di Albano. Il 23 maggio vennero colpiti presunti concentramenti di tedeschi presso Valmontone, Marino, Nemi e Grottaferrata con l'uso di Boeing B-17 Flying Fortress e di Consolidated B-24 Liberator: iniziarono sempre più fitti a farsi sentire i cannoneggiamenti incrociati, con l'avvicinarsi del fronte e la ritirata dei tedeschi sulla linea Caesar (una linea difensiva tedesca che partiva dalla stazione di Campoleone e faceva perno sui Colli Albani attestandosi a Lanuvio, Velletri, Artena e Valmontone). Il 30 maggio è colpita Ariccia, tra il 27 maggio ed il 1 giugno i cannoneggiamenti non cessano di colpire Marino devastando anche il cimitero comunale, il rione Castelletto e la basilica di San Barnaba. Il 31 maggio furono colpite sia dall'alto che da terra Albano, Marino, Frascati, Grottaferrata, Rocca di Papa, Ariccia, Lanuvio, Genzano.
La popolazione si accorse che il fronte si era avvicinato osservando che le cannonate ormai arrivavano da sud: la gente inizia a sperare in una rapida caduta del fronte tedesco ed in un rapido arrivo degli anglo-americani. Nel frattempo però la realtà si fa sempre più dura: il 30 aprile viene intimato lo sfollamento di Genzano, Albano ed Ariccia; tra il 19 ed il 29 maggio venne ordinato lo sfollamento di Lanuvio, i cui abitanti furono spediti nel campo sfollati dell'ex-Società Italiana Ernesto Breda per Costruzioni Meccaniche a Torre Gaia; il 2 giugno fu intimato lo sfollamento di Marino ma il capo del locale Comitato di Liberazione Nazionale, Zaccaria Negroni, si prese la responsabilità di non far eseguire l'ordine (e fu fortunato perché gli anglo-americani arrivarono il giorno dopo, altrimenti sarebbe stato senz'altro processato e condannato a morte per insubordinazione).

### La situazione dei civili

#### Castel Gandolfo: l'"arca di Noè"
Già nell'estate 1943, dopo il bombardamento di Roma del 19 luglio, la villa pontificia di Castel Gandolfo era divenuta un luogo di rifugio sicuro per i civili in virtù della sua extra-territorialità. Dopo l'8 settembre e l'arrivo dei tedeschi ai Castelli Romani, l'extra-territorialità della villa venne sbandierata con cartelli bilingui di protezione e con lo schieramento della Guardia Palatina all'esterno (vi resterà fino al febbraio 1944). Le condizioni di vita all'interno della villa pontificia si mantennero discrete. A Castel Gandolfo venne installato un ponte radio-telefonico diretto con la Città del Vaticano nel settembre 1943, ed in seguito la Regia Marina (per interessamento del maggiore Alfeo Brandimarte, poi fucilato dai tedeschi nell'eccidio de La Storta) concesse alla villa pontificia anche l'utilizzo di un generatore di corrente. Inoltre il furgone della villa grazie alla targa automobilistica vaticana ottenne un salvacondotto dalle autorità militari tedesche e poté spostarsi giornalmente tra Roma e Castel Gandolfo rifornendo il paese e la villa di generi alimentari.
Tra i nomi noti rifugiati all'interno della villa pontificia ci furono, anche in periodi diversi, Arturo Marpicati, già vicesegretario del Partito Nazionale Fascista, Giuseppe Bottai, già ministro dell'Educazione Nazionale, Luigi Pintor, in seguito deputato con il Partito Comunista Italiano ed Alcide de Gasperi, futuro presidente del Consiglio dei ministri con la Democrazia Cristiana. Dopo lo sbarco di Anzio molti civili di Castel Gandolfo ed Albano si rifugiarono all'interno della villa, che ad un tratto ospitò fino a 3500 persone. All'inizio di febbraio, dopo i bombardamenti di Genzano, Ariccia, Albano e Marino, migliaia di sfollati ripararono nella villa che arrivò ad ospitare non meno di 12.000 persone sparse negli edifici ma anche nei circa cinquanta ettari di parco. L'organizzazione della vita all'interno della villa divenuta "come un'immensa arca di Noè" ricade sul direttore, Emilio Bonomelli: vennero istituiti un servizio d'ordine di una cinquantina di membri, un'improvvisata infermeria diretta dal dottor Antonio Ascensi con l'aiuto di sua sorella, una "sala di maternità" (nell'appartamento papale) dove nacquero una quarantina di bambini. In alcuni locali della villa si trasferirono l'archivio e l'ufficio anagrafe del Comune di Albano.
L'invulnerabilità della villa pontificia era già caduta il 2 febbraio 1944, quando quindici bombe erano cadute nel parco in margine al bombardamento di Marino. Tuttavia fu solo il 7 febbraio che un nuovo bombardamento causò sei morti civili: l'evento non seminò allarme, ma era solo la premessa del bombardamento di Propaganda Fide del 10 febbraio, che causò circa 500 morti all'interno della villa. Monsignor Ferdinando Baldelli, fondatore della Pontificia Opera di Assistenza, si occupò del trasporto dei feriti a Roma, e dopo il bombardamento del 10 febbraio quasi 8000 rifugiati abbandonarono la villa, ormai considerata non più sicura. Tuttavia non si verificarono più episodi bellici a danno della stessa, ed i mesi di febbraio e marzo trascorsero tutto sommato serenamente: ad aprile circa 10.000 persone risultavano ancora residente nella villa.

#### Velletri
Il 19 febbraio si verificò l'eccidio di Pratolungo.

## La ritirata tedesca e la liberazione
Ad Ariccia il 2 giugno i tedeschi fecero saltare il ponte di Ariccia nel disperato tentativo di rallentare l'avanzata anglo-americana: per ovviare al crollo del ponte, fu aperto al traffico veicolare il parco Chigi e fu realizzato un pontile di legno che scavalcava la valle del Mascherone parallelamente al ponte: al termine della guerra il principe Ludovico Chigi, ancora proprietario del palazzo e del parco, scriveva che nel parco "[...] la rovina e la desolazione sono talmente grandi, che a stento ho potuto penetrare dove prima esistevano viali, mentre vaste plaghe sono prive di alberi. Ciò che non ha fatto la guerra, hanno fatto gli uomini. [...]".
Il pomeriggio del 3 giugno le avanguardie alleate percorsero le vie consolari: l'Appia liberando Genzano, Ariccia, Albano e le Frattocchie di Marino; l'Anagnina liberando Grottaferrata, e poi Marino e Frascati. L'avanzata proseguirà infine verso Roma, liberata nella notte del 4 giugno.
Dopo la guerra i Castelli erano praticamente distrutti: delle strade erano state tagliate l'Appia, la Maremmana, l'Anagnina, la Tuscolana; tutte le linee ferroviarie (la Roma-Frascati, la Roma-Albano e la Roma-Velletri) erano state tagliate; erano stati distrutti o danneggiati importanti monumenti (la Cattedrale di san Pietro e Villa Torlonia a Frascati, Palazzo Colonna e la Basilica di San Barnaba a Marino, Santa Maria della Cima e la SS. Trinità a Genzano) oltre a tutti i danni alle altre costruzioni e, in prima posizione, alle ingenti perdite umane.